# Ԭ
Ԭ, ԭ (лигатура ДЧ) — буква расширенной кириллицы. Форма этой буквы возникла как лигатура кириллических букв Д и Ч.
Использовалась в старом алфавите для коми языка. Буква обозначает аффрикату [d͡ʑ].